# Ali Latifi
Ali Latifi (per. علی لطیفی) (Ardabil, Iran, 20. veljače 1976.) je iranski nogometni trener te bivši nogometaš i povremeni iranski reprezentativac.

## Karijera
Tijekom igračke karijere, Latifi je većinom nastupao za domaće klubove s time da je s Esteglalom u sezoni 1998./99. bio viceprvak države i azijske Lige prvaka. Izvan domovine, igrač je branio boje austrijske Admire Wacker, ali ondje se nije naigrao ponajviše zbog ozljeda. Igračku karijeru završava 2006. u Pajkanu.
Bio je povremeni iranski reprezentativac s tek nekoliko nastupa za nacionalnu selekciju. Izbornik Jalal Talebi uvrstio ga je 1998. na roster igrača za predstojeće Svjetsko prvenstvo u Francuskoj.
Završetkom igračke karijere, Latifi je postao trener. Najprije je bio asistent i privremeno rješenje na klupi Rah-Ahana dok danas trenira Oxin Alborz.